# 內伯爾湖
53°15′23″N 12°41′19″E / 53.25639°N 12.68861°E

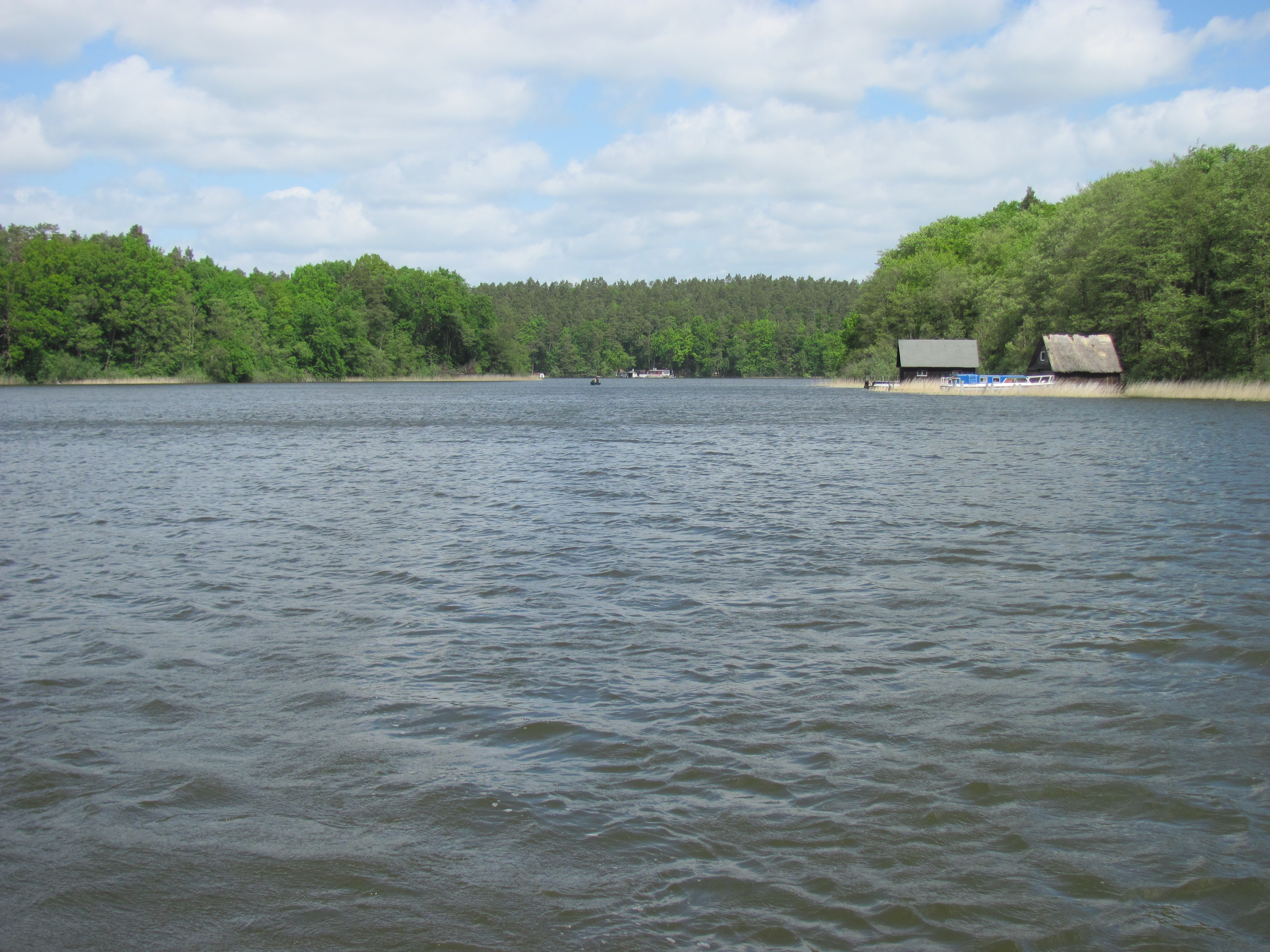

內伯爾湖（德語：Nebel），是德國的湖泊，位於該國東北部，由梅克倫堡-前波美拉尼亞州負責管轄，處於梅克倫堡湖區縣，長3公里、寬0.7公里，面積1.5平方公里，海拔高度62米，最大水深26米。